# Orthopsyllus sarsi
Orthopsyllus sarsi is een eenoogkreeftjessoort uit de familie van de Orthopsyllidae. De wetenschappelijke naam van de soort is voor het eerst geldig gepubliceerd in 1941 door Klie.